# Leslie Howard
Leslie Howard Steiner, conhecido simplesmente como Leslie Howard (Londres, 3 de abril de 1893 — Golfo da Biscaia, 1 de junho de 1943) foi um ator e cineasta britânico nascido na Inglaterra.
Trabalhou como bancário até o início da Primeira Guerra Mundial, quando se alistou no Exército, e o qual teve que abandonar em 1917 em razão de stress de combate. Foi quando, aconselhado, começou a atuar, como forma de terapia. Começou no teatro e logo estava fazendo sucesso em Londres e em Nova Iorque, encarnando papéis de típico inglês.
Howard fez seu primeiro filme em 1930, Outward Bound, uma adaptação de uma peça que ele havia estrelado. Em 1939 interpretou Ashley Wilkes, de ... E tudo o vento levou, personagem que ficaria para sempre associado a sua pessoa.
Com o início da Segunda Guerra Mundial, Leslie Howard direcionou suas energias aos esforços de guerra, dirigindo filmes, escrevendo artigos e participando de programas radiofônicos. Morreu quando o avião civil da companhia britânica BOAC, em que viajava de Lisboa para a  Inglaterra, foi abatido por aviões da Luftwaffe sobre o Golfo da Biscaia. Espiões alemães em Lisboa confundiram o seu agente, Alfred Chenhalls (corpulento fumador de charuto) com Winston Churchill,  que pensaram ser o primeiro-ministro britânico regressando anônimo do norte de África.

## Primeiros anos
Leslie Howard Steiner nasceu no bairro de Upper Norwood, Londres, filho de Lilian Blumberg e Ferdinand Steiner. A sua mãe era britânica, e o seu pai era um emigrante húngaro e judeu. A sua mãe foi criada com a religião cristã, mas era de ascendência parcialmente judia: o seu avô paterno, Ludwig Blumberg, foi um mercador judeu da Prússia que se casou com uma mulher da classe média alta inglesa.
Leslie recebeu a sua educação formal na Alleyn's School, em Londres e, mais tarde, frequentou a Dulwich College.
Quando começou a Primeira Guerra Mundial, Leslie era um bancário de 21 anos. Em setembro de 1914, ele alistou-se voluntariamente no exército, tendo sido colocado no regimento Inns of Court Officer Training Corps em Londres. Em fevereiro de 1915, foi enviado como subalterno para o Esquadrão de Cavalaria de Northamptonshire, onde treinou até 19 de maio de 1916, data em que foi dispensado por motivos médicos com neurastenia.
Depois de ser dispensado do exército, Leslie foi aconselhado a inscrever-se em aulas de representação como forma de terapia para o stress pós-traumático de que sofria.

## Carreira

### Teatro

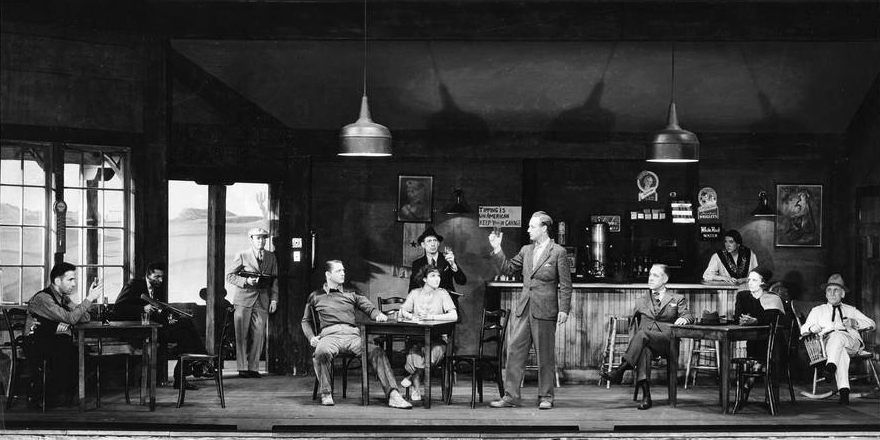
Humphrey Bogart (esquerda) and Leslie Howard (de pé no centro) na produção da Broadway de The Petrified Forest (1935)

Leslie iniciou a sua carreira profissional como ator com a peça  Peg O' My Heart e Charley's Aunt, que partiu numa digressão regional entre 1916 e 1917 e chegou aos palcos londrinos. Porém, o ator teve mais sucesso na Broadway, nos Estados Unidos, com peças como Aren't We All? (1923), Outward Bound (1924) and The Green Hat (1925) e ficou famoso quando protagonizou a peça Her Cardboard Lover (1927). Depois do sucesso da peça Berkeley Square (1929), Leslie deu início à sua carreira em Hollywood com o filme Outward Bound (1930), a adaptação da peça que o mesmo protagonizara alguna anos antes. No entanto, o ator não gostou da experiência e prometeu nunca mais voltar a Hollywood, algo que não se concretizou.
O palco continuou a ser uma parte importante da sua carreira. Para além de trabalhar como ator, Leslie foi ainda produtor e encenador das peças que protagonizava na Broadway. Era ainda dramaturgo e protagonizou a sua própria peça, Murray Hill, em 1927. No mesmo ano, interpretou o papel de Matt Denant na peça Escape, onde provou pela primeira vez o seu talento como ator dramático. O seu sucesso na Broadway continuou na década de 1930 com produções como The Animal Kingdom (1932) e The Petrified Forrest (1936). Ambas as peças foram posteriormente adaptadas ao cinema, onde Leslie interpretou os mesmos papéis.
Leslie adorava interpretar peças de William Shakespeare, mas segundo o produtor John Houseman, ele era preguiçoso e não gostava de decorar as deixas. Em 1936, Leslie interpretou Hamlet na Broadway, mas poucas semanas depois o ator John Gielgud estreou uma produção rival da mesma peça que teve muito mais sucesso com a crítica e o público e Leslie viu-se obrigado a terminar a sua produção depois de apenas 39 apresentações.
Leslie Howard foi introduzido no Hall de Fama do Teatro Americano em 1981.

### Cinema

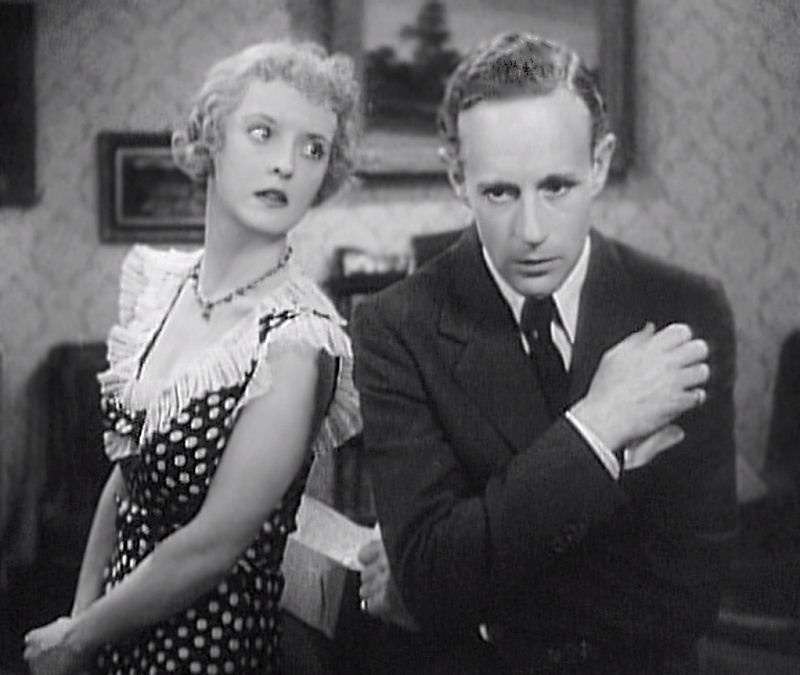
Bette Davis e Leslie Howard em Of Human Bondage (1934)

Leslie estreou-se no cinema em 1914 na curta-metragem The Heroine of Mons, realizada pelo seu tio materno, Wilfred Noy.
Em 1920, o ator sugeriu ao seu amigo Adrien Brunel criar uma companhia de produção de filmes. Os dois acabaram por criar a Minerva Films Ltd, cujo quadro de diretores era formado por Leslie, Adrien, C. Aubrey Smith, Nigel Playfair e A. A. Milne. Um dos investidores foi H. G. Wells. Apesar de os filmes produzidos pela Minerva, que foram escritos por A. A. Milne, terem sido bem recebidos pela crítica, a companhia recebia apenas 200 libras por cada filme e gastava 1 000 libras a produzi-los, pelo que a Minerva Films Ltd não durou muito tempo. Alguns dos seus primeiros filmes incluem quatro escritos por A. A. Milne: The Bump, Twice Two, Five Pounds Reward e Bookworms. Alguns dos filmes foram preservados pelo British Film Institute.
Em Hollywood, Leslie interpretou frequentemente ingleses formais. O seu primeiro papel no cinema americano surgiu em Outward Bound (1930), uma adaptação para o grande ecrã da peça que protagonizara alguns anos antes na Broadway. Foi um dos protagonistas de A Free Soul (1933), onde contracenou com Norma Shearer, Lionel Barrymore e o seu futuro colega de Gone With the Wind, Clark Gable. No mesmo ano, protagonizou a versão cinematográfica de Berkley Square, tendo recebido a sua primeira nomeação para os Óscares com este projeto. No ano seguinte, protagonizou um dos seus filmes mais conhecidos: The Scarlet Pimpernel.
Quando Leslie contracenou com Bette Davis em The Petrified Forest (1936), depois de já ter trabalhado com ela no filme Of Human Bondage (1934), conta-se que insistiu que o ator Humphrey Bogart interpretasse o papel do gangster Duke Mantee, retomando assim o papel que já tinha interpretado quando a peça foi apresentada na Broadway. Este projeto fez de Humphrey Bogart uma estrela e os dois atores ficaram amigos até à morte de Leslie. Mais tarde, Bogart e Lauren Bacall chamaram a sua filha Leslie Howard Bogart, em sua honra. No mesmo ano, Leslie protagonizou, com Norma Shearer, uma versão para o cinema de Romeu e Julieta de William Shakespeare.

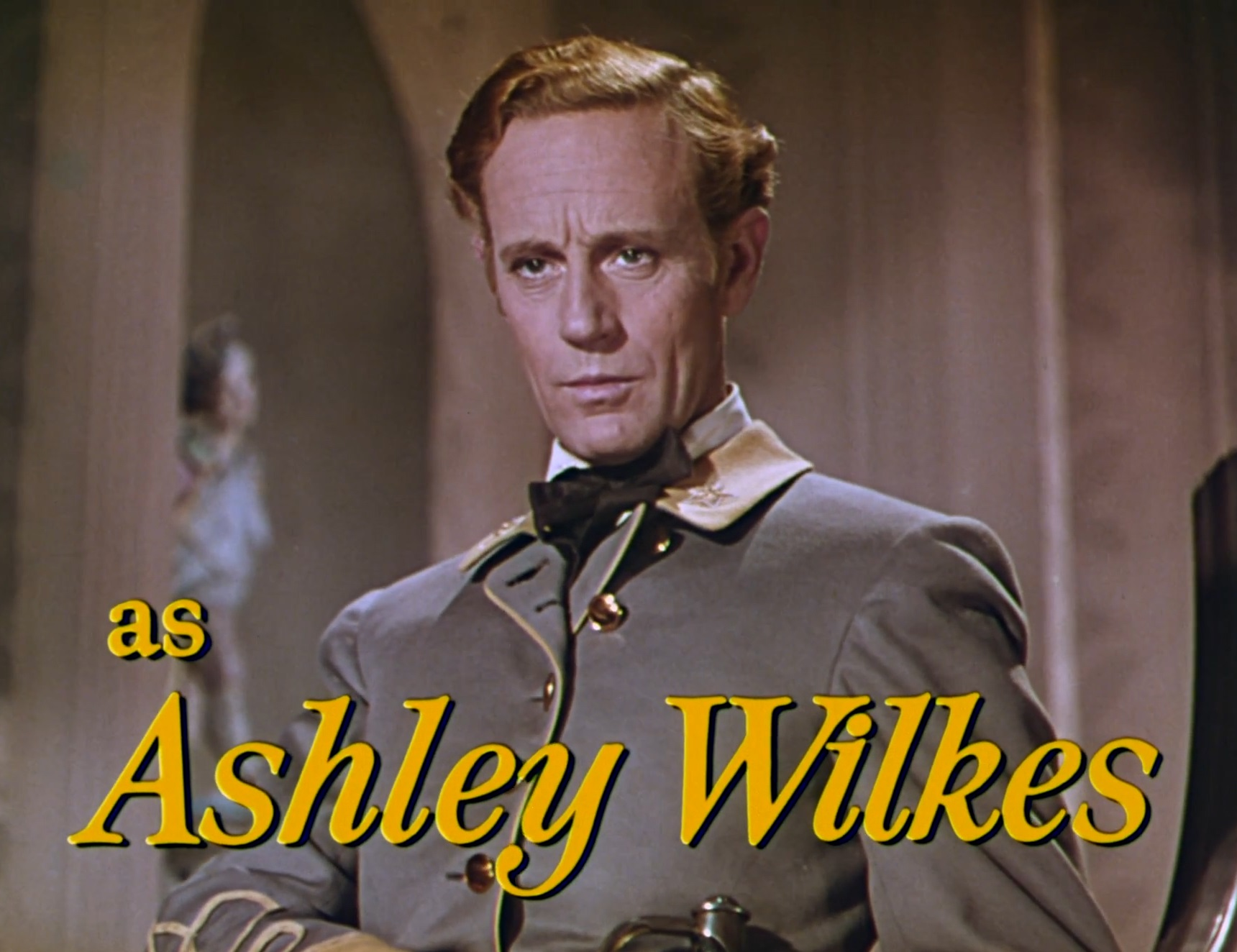
Leslie Howard como Ashley Wilks em Gone With the Wind.

Leslie Howard e Bette Davis voltaram a trabalhar juntos na comédia romântica It's Love I'm After (1937), onde também entra a atriz Olivia de Havilland. Em 1938, Leslie interpretou o papel de George Bernard na adaptação ao cinema da peça Pygmalion (1938), com Wendy Hiller no papel de Eliza. Este papel valeu ao ator a sua segunda nomeação para os Óscares na categoria de Melhor Ator.
Em 1939, e já com a Segunda Guerra Mundial a decorrer, Leslie trabalhou nos seus últimos projetos em Hollywood, incluindo aquele que se tornaria no filme mais famoso da sua carreira: Gone With the Wind. Segundo Marcella Rabwin, a produtora executiva do filme, Leslie não tinha qualquer interesse em participar no mesmo e nunca leu o livro no qual este se baseia, nem decorou textos para além dos seus próprios. O ator era a primeira escolha de David O. Selznick, o produtor do filme, para o papel de Ashley Wilkes e este fez tudo para o convencer a trabalhar no filme. Leslie acabou por aceitar a proposta do produtor depois de este lhe oferecer 75 000 dólares e um crédito de co-produtor no filme Intermezzo, um remake de um filme sueco que deu a Ingrid Bergman o seu primeiro papel em Hollywood e que acabaria por ser o último de Leslie Howard antes de regressar a Inglaterra.

Durante a produção de Gone With the Wind, a atitude de Leslie Howard em relação ao projeto não melhorou. Com 46 anos, ele achava que era demasiado velho para o papel e disse que detestava o longo processo de maquilhagem e coloração de cabelo por que tinha de passar para parecer mais novo. A ameaça da guerra e as complicações com um caso extra-conjugal que mantinha na altura com Violette Cunnington fizeram com que Leslie parecesse nervoso e distante durante as filmagens, segundo a sua colega, Olivia de Havilland.

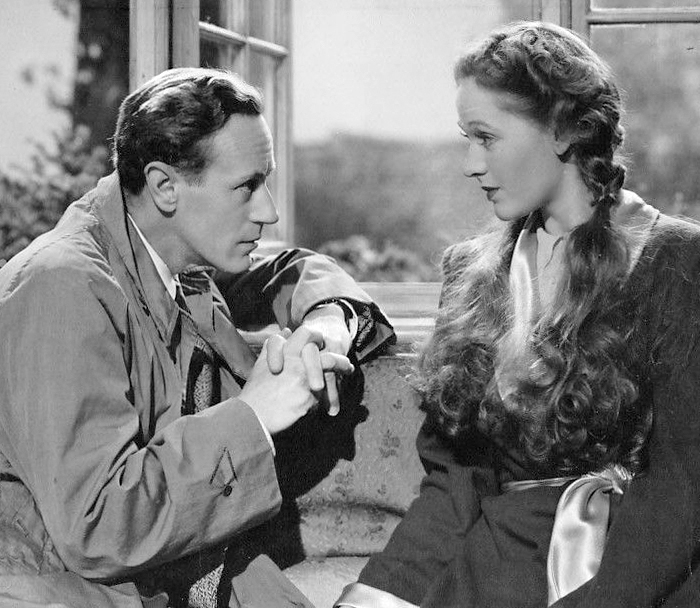
Leslie Howard e Rosamund John em The First of the Few (1942), um dos filmes de propaganda anti-nazi que realizou.

Em agosto de 1939, Leslie regressou ao seu país de nascimento. Estava desejoso de dar a sua contribuição em tempo de guerra e nunca se tinha sentido muito confortável em Hollywood. Depois de regressar ao Reino Unido, Leslie dedicou-se a produzir vários filmes de propaganda anti-nazi, incluindo 49th Parallel (1941), "Pimpernel" Smith (1941) e The First of the Few (1942), tendo também realizado os últimos dois. O amigo e colega de Leslie, David Niven disse que este "... não era o que parecia. Ele tinha aquele tipo de ar perturbado que fazia com que as pessoas quisessem tomar conta dele. Na verdade, ele era tão ingénuo como a General Motors. Tinha um cérebro muito ocupado e que nunca parava".
Durante a guerra, Leslie produziu documentários com Noël Coward para a BBC, entre eles  From the Four Corners (1942). Nesta época, começou a dedicar-se mais à realização após anos de experiência a trabalhar com câmaras. Entre os filmes que realizou, destaca-se "Pimpernel" Smith (1941), que foi um grande sucesso no Reino Unido e nos Estados Unidos, mas foi mal recebido pela crítica que considerou o filme uma tentativa deliberada de propaganda. Alguns críticos afirmaram que as críticas abertas aos nazis podiam acabar com a carreira de Leslie. O filme passa-se em Vichy, na França e ridiculariza os nazis, algo que se diz ter irritado Joseph Goebbels, o Ministro da Propaganda da Alemanha nazi, uma vez que Leslie se tinha tornado famoso na Alemanha com o filme Gone With the Wind e este era o filme preferido de Hitler.
No filme In 49th Parallel (1941), Leslie diz a famosa deixa: "Então, é isso que vocês são, Nazis!". Em 1942, estreou outros dos filmes realizados por Leslie Howard, The First of the Few. O filme glorifica o heroísmo de R. J. Mitchell, o engenheiro inglês que criou o avião Spitfire e comete vários erros factuais, incluindo a sua morte. O seu último filme, The Gentle Sex, estreou em 1943 e segue a história de várias mulheres que estão a contribuir para o esforço da guerra.

## Vida pessoal

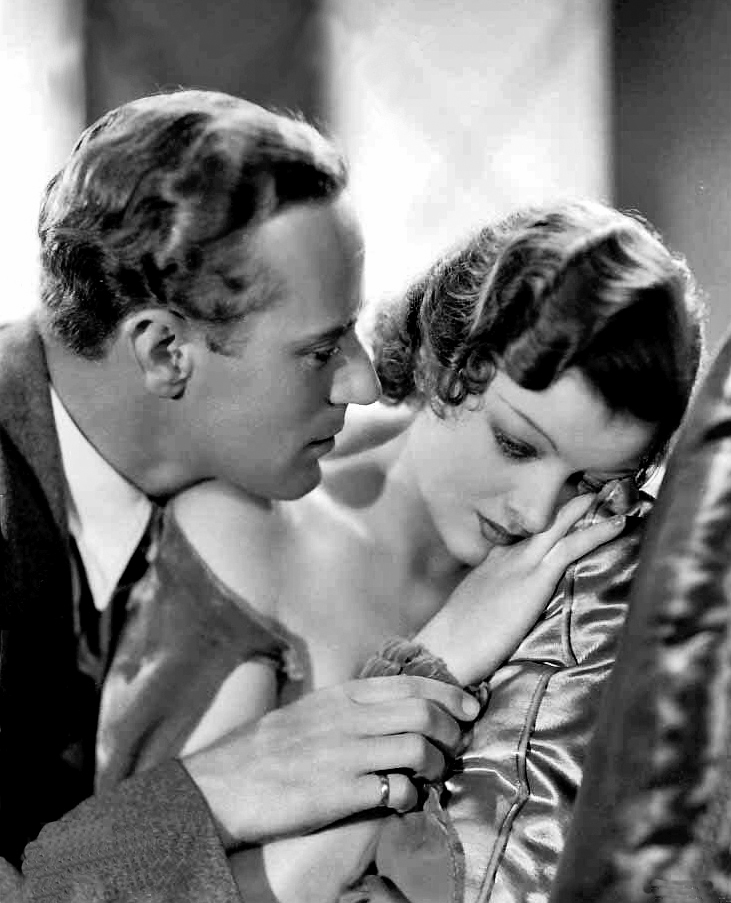
Leslie Howard com Myrna Loy, uma das mulheres com quem teve alegadamente um caso.

Leslie Howard casou-se com Ruth Evelyn Martin (1895-1980) em março de 1916 e o casal teve dois filhos: Ronald e Leslie Ruth. Ambos trabalharam com o pai, Ronald no filme "Pimpernel" Smith (1941) e Leslie em The First of the Few. Ronald tornou-se ator e protagonizou a série Sherlock Holmes em 1954. O irmão mais novo de Leslie, Arthur Howard, também era ator e trabalhou principalmente em comédias. A sua irmã, Irene, foi figurinista e diretora de casting na Metro-Goldwyn-Mayer e a sua outra irmã, Doris Stainer, fundou a escola Hurst Lodge School em Sunningdale, Berkshire e foi sua diretora até à década de 1970.
Era do conhecimento geral que Leslie era um "mulherengo" e o próprio afirmou: "não ando atrás das mulheres, mas... nem sempre fujo delas". Há relatos de que teve casos com Tallulah Bankhead, quando trabalhou com ela na peça Her Cardboard Lover (1927); com Merle Oberon nas filmagens de The Scarlet Pimpernel (1934); e com Conchita Montenegro, com quem trabalhou no filme Never the Twain Shall Meet (1931). Houve ainda rumores de que teve casos com Norma Shearer e Myrna Loy nas filmagens de The Animal Kingdom.
Leslie apaixonou-se por Violette Cunnington em 1938 enquanto trabalhavam no filme Pygmalion. Violette era a secretária de Gabriel Pascal, o produtor do filme. Ela acabou por se tornar na secretária e amante de Leslie e os dois viveram juntos nos Estados Unidos enquanto Leslie filmava Gone with the Wind e Intermezzo em 1939. A sua mulher e filha foram ter com ele antes do final das filmagens dos filmes, o que tornou a situação com Violette desconfortável para todos. Leslie deixou os Estados Unidos pela última vez com a mulher e a filha em agosto de 1939 e Violette juntou-se a ele pouco tempo depois. Ela entrou nos filmes  "Pimpernel" Smith (1941) e The First of the Few (1942) em papéis pequenos com o nome artístico de Suzanne Clair. Violette morreu de pneumonia aos 32 anos e apenas seis meses antes da morte de Leslie. Leslie tinha-lhe deixado a sua casa em Beverly Hills no testamento.

## Morte

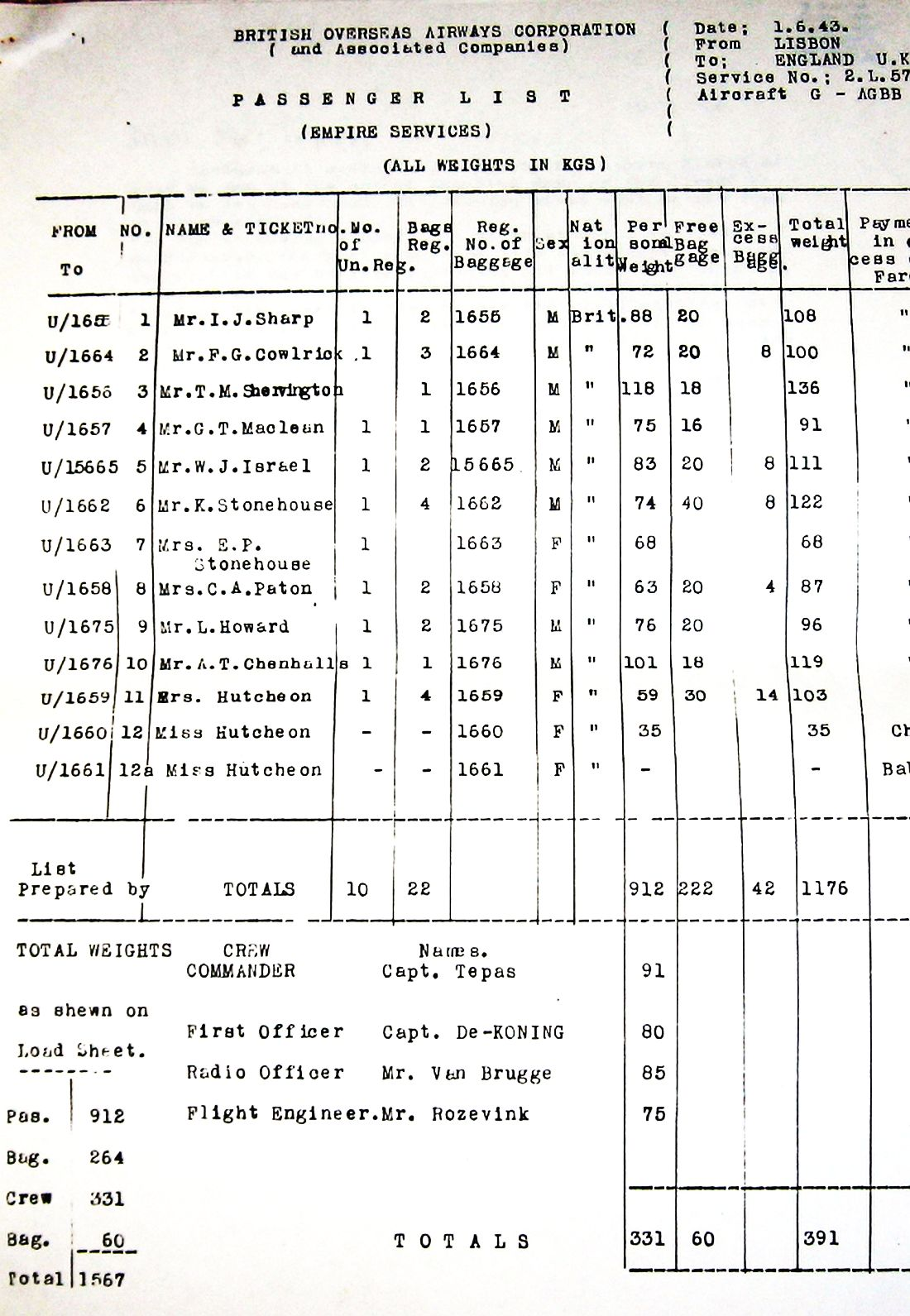
Lista de passageiros do voo abatido por nazis onde seguia Leslie Howard

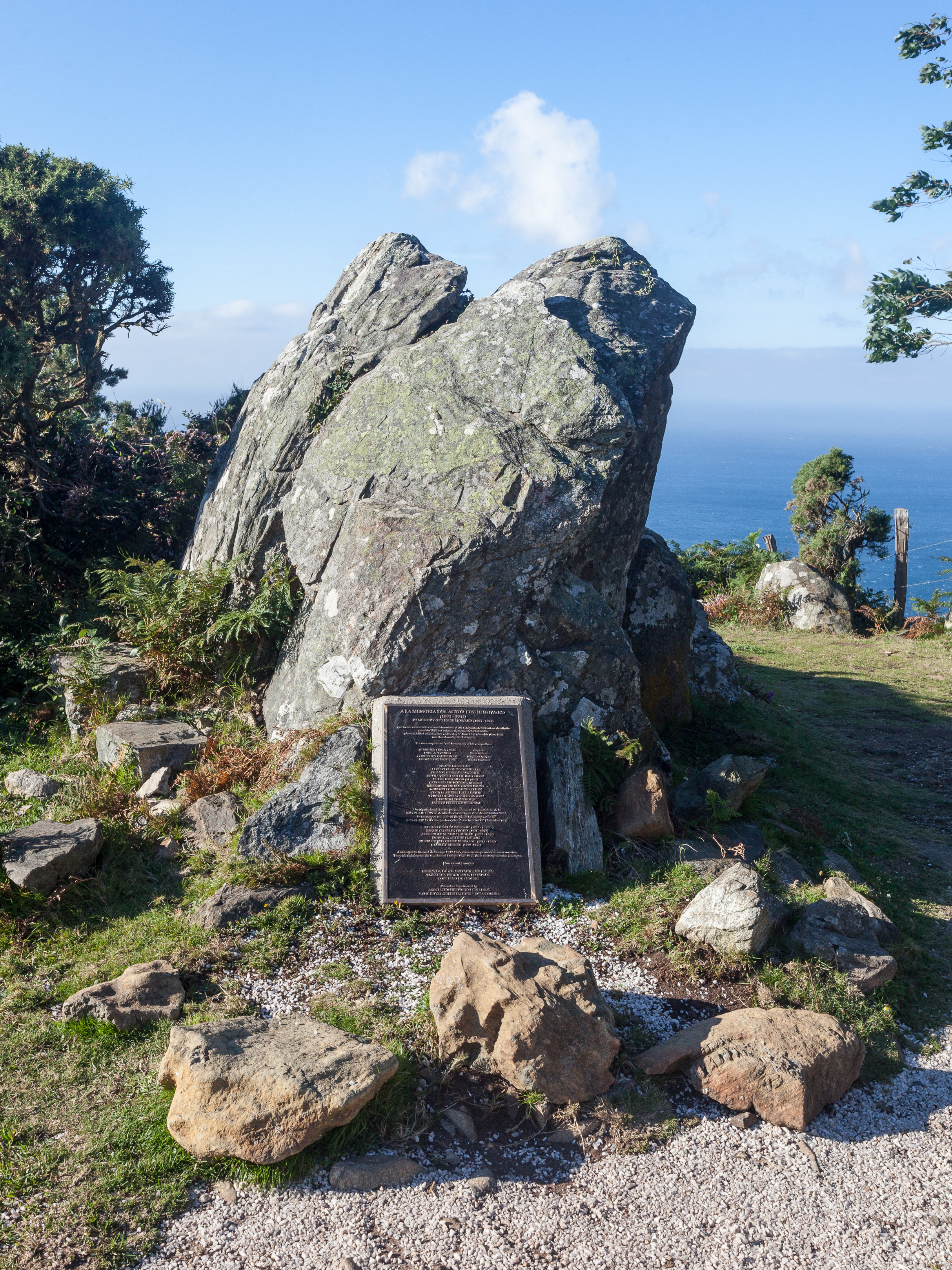
Monumento à memória de Leslie Howard em Cedeira, Galiza

Leslie Howard morreu em 1943, num voo entre Lisboa e Bristol. O avião foi abatido por um esquadrão de bombardeiros nazis no Golfo da Biscaia (em Cedeira, A Coruña). Leslie estava entre as 17 vítimas.
O ator tinha sido convidado pelo British Council para ser um "embaixador da cultura britânica" em Portugal e na Espanha. Esse papel consistia em dar palestras de teor propagandista sobre a cultura britânica nos dois países, algo que Leslie não se sentia confortável a fazer, mas que acabou por aceitar para contribuir para o esforço da guerra.
A 1 de junho de 1943, Leslie embarcou no avião. Uma vez que ele tinha estatuto especial e prioridade para viajar, algumas pessoas tiveram de abandonar o voo para que ele tivesse lugar. Ele tinha chegado atrasado porque tinha ido buscar uma encomenda de que se tinha esquecido no aeroporto.
A queda do avião está envolta em mistério desde então. Há várias teorias que tentam explicar o motivo pelo qual os nazis abateram um avião civil. Há quem diga que um amigo de Leslie, que viajava com ele, era parecido com Winston Churchill e os alemães pensavam que ele estaria no voo. O filho de Leslie, Ronald Howard, afirmou na biografia que escreveu sobre o pai, In Search of My Father: A Portrait of Leslie Howard, que o alvo era o próprio Leslie, uma vez que os alemães não gostavam do trabalho de propaganda que estava a fazer. Ronald estava convencido de que a ordem para abater o avião tinha vindo diretamente de Joseh Goebbels, que tinha sido ridicularizado num dos filmes de Leslie e considerava o ator o propagandista mais perigoso do Reino Unido. Outra teoria, defendida pelo escritor espanhol José Rey Ximena no livro El vuelo de ibis, diz que Leslie era um espião e a sua viagem a Espanha e Portugal foi uma missão secreta vinda de Winston Churchill para tentar dissuadir o ditador Francisco Franco de se juntar às Potências do Eixo.
Na biografia A Man Called Inrepid de William Stevenson sobre o espião Sir William Samuel Stephenson, este reforça a teoria de que Leslie seria um espião às ordens de Winston Churchill e que os alemães sabiam da sua missão na Espanha e foi por isso que ordenaram que o seu avião fosse abatido. Este defendeu ainda que Churchill foi informado antecipadamente sobre as intenções dos alemães, mas escolheu não impedir o ataque para que estes não descobrissem o projeto Enigma. O ex-agente da CIA, Joseph B. Smith recordou um relatório da Agência de Segurança Nacional sobre a necessidade de manter em segredo as circunstâncias do abate do avião e que dizia que a morte de Leslie Howard era mencionada no mesmo. Nele, a NSA afirmava que Leslie sabia que o seu avião seria atacado por alemães e que se sacrificou para proteger os criptógrafos britânicos.
Na biografia Leslie Howard: The Lost Actor, lançada em 2010, o autor Estel Eforgan examina provas que foram disponibilizadas mais recentemente e conclui que Leslie Howard não era um alvo específico, o que confirma as afirmações dos alemães de que o avião foi abatido devido a uma má decisão. O livro Soldiers: Germans POW's on Fighting Killing, and Dying de Sönke Neitzel e Harald Welzer inclui uma transcição tornada pública de uma conversa entre dois prisioneiros alemães da Luffwaffe sobre a queda do avião de Leslie Howard. O piloto da Luffwaffe parece estar orgulhoso do que fez, mas diz claramente que desconhecia as identidades e a importância dos passageiros até ouvir as notícias de Inglaterra. Quando lhe perguntam porque é que ele abateu um avião civil, ele diz que abateu outros três aviões nas mesmas circunstâncias: "Abatíamos tudo o que se atravessava no nosso caminho".

## Prêmios e indicações
Recebeu duas indicações ao Oscar de melhor ator por Romance antigo (1933) e Pigmalião (1938), e ganhou o Volpi Cup de melhor ator no Festival de Veneza por Pigmalião (1938).

## Filmografia selecionada
| Ano  | Nome                     | Personagem                              | Obs. e Título em Português                                                                     |
| ---- | ------------------------ | --------------------------------------- | ---------------------------------------------------------------------------------------------- |
| 1930 | Outward Bound            | Tom Prior                               |                                                                                                |
| 1931 | A Free Soul              | Dwight Winthrop                         | br: Uma Alma Livre                                                                             |
| 1932 | Service for Ladies       | Max Tracey                              | br: Só Para Senhoras                                                                           |
| 1932 | Smilin' Through          | Sir John Carteret                       | br: O Amor que Não Morreu                                                                      |
| 1933 | Secrets                  | John Carlton                            | br: Só Para Senhoras                                                                           |
| 1933 | Berkeley Square          | Peter Standish / Captain Peter Standish | br: Romance Antigo Nomeação - Óscar de Melhor Ator                                             |
| 1934 | Of Human Bondage         | Philip Carey                            | br/pt: Escravos do Desejo                                                                      |
| 1934 | The Scarlet Pimpernel    | Sir Percy Blakeney                      | br: O Pimpinela Escarlate pt: A Revolução Francesa                                             |
| 1936 | The Petrified Forest     | Alan Squier                             | br/pt: A Floresta Petrificada                                                                  |
| 1936 | Romeo and Juliet         | Romeu                                   | br/pt: Romeu e Julieta                                                                         |
| 1937 | It's Love I'm After      | Basil Underwood                         | br: Somos do Amor pt: A Comédia do Amor                                                        |
| 1938 | Pygmalion                | Henry Higgins                           | br/pt: Pigmalião Nomeação - Óscar de Melhor Ator Volpi Cup de Melhor Ator - Festival de Veneza |
| 1939 | Intermezzo: A Love Story | Holger Brandt                           | br: Intermezzo, uma História de Amor                                                           |
| 1939 | Gone with the Wind       | Ashley                                  | br: ... E o vento levou pt: E tudo o vento levou                                               |
| 1941 | "Pimpernel" Smith        | Professor Horatio Smith                 | br: Mister V pt: O Professor Smith                                                             |
| 1941 | 49th Parallel            | Philip Armstrong Scott                  | br: Paralelo 49 pt: Os Invasores                                                               |
| 1942 | The First of the Few     | R.J. Mitchell                           | pt: Spitfire, o 1º Entre Poucos                                                                |